# Kanton Châlons-en-Champagne-4
Kanton Châlons-en-Champagne-4 (fr. Canton de Châlons-en-Champagne-4) byl francouzský kanton v departementu Marne v regionu Champagne-Ardenne. Tvořily ho dvě obce. Zrušen byl po reformě kantonů 2014.

## Obce kantonu
- Châlons-en-Champagne (část)
- Saint-Memmie